# وی۲ رکوردز
وی۲ رکوردز (انگلیسی: V2 Records) شرکت سرگرمی بریتانیایی است، که در سال ۱۹۹۶ توسط ریچارد برانسون تأسیس شد.